# Khalo Matabane
Khalo Matabane (...) è un regista, produttore cinematografico e scrittore sudafricano.
Ha diretto numerosi film aventi come linea tematica dominante la situazione sudafricana, che hanno riscosso molto successo sia in Sudafrica che a livello internazionale. Nel 2004 ha tenuto un corso di scrittura creativa al National Electronic and Media Institute in Sudafrica. 
Conversations on a Sunday Afternoon è stato il suo primo lungometraggio, in selezione ufficiale al Festival di Toronto 2005 e alla Berlinale 2006 nella sezione Forum; del 2010 è invece State of violence, premiato come miglior film africano alla 21º edizione del Festival del cinema africano, d'Asia e America Latina di Milano.

## Filmografia
- Poetic Conversation, 1996, cortometraggio
- Two decades still, 1996, documentario
- The Waiters, 1997, documentario
- Young lions, 1999, documentario
- Love in a Time of Sickness, 2001, cortometraggio
- Story of a Beautifull Country, 2004, documentario
- Conversation on a Sunday Afternoon, 2005, lungometraggio
- State of violence, 2010, lungometraggio